# Sint-Monulphus en Gondulphuskerk (Mechelen-aan-de-Maas)

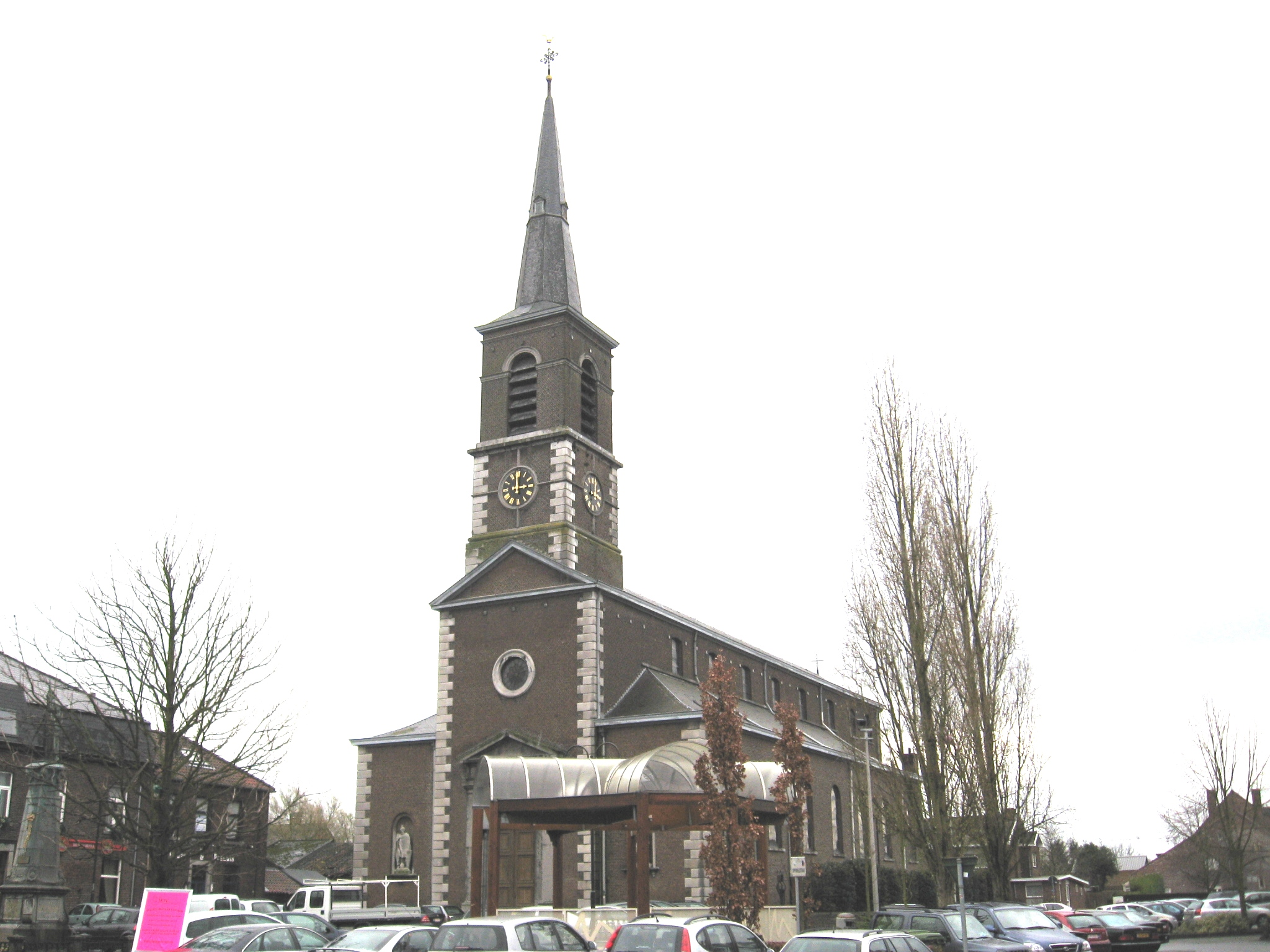
Monulphus en Gondulphuskerk

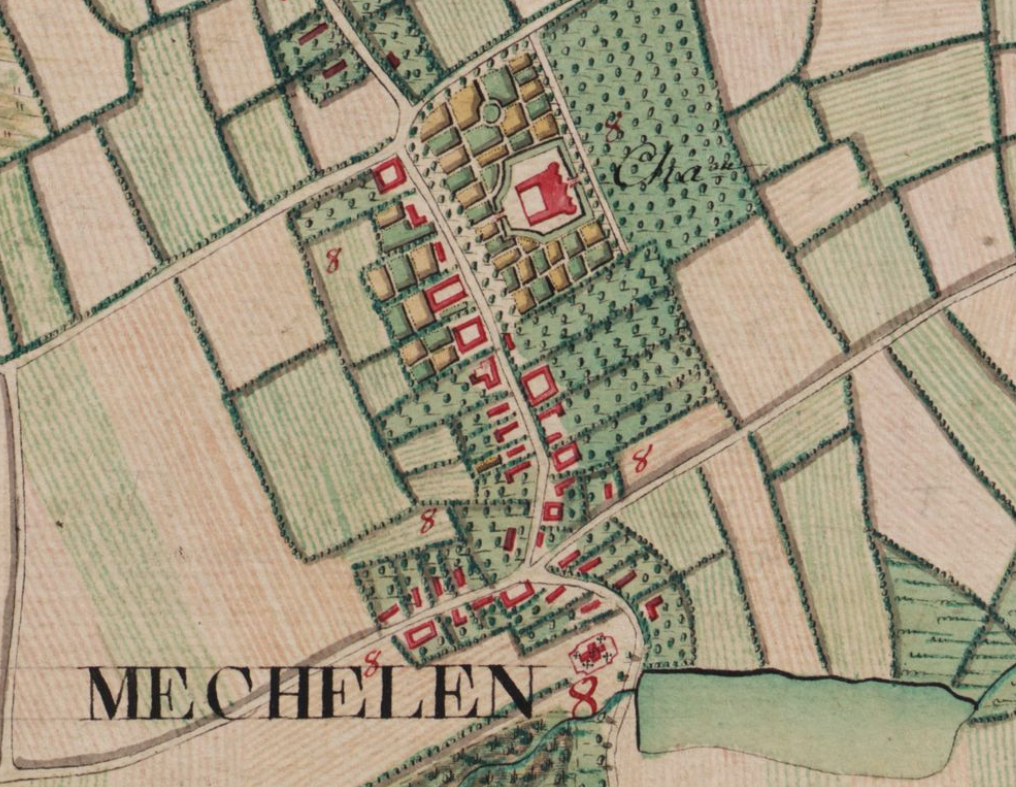
Ferrariskaart uit 1771-1778 met onderaan de locatie van de vroegere kerk bij de historische begraafplaats

De Sint-Monulphus en Gondulphuskerk is de parochiekerk van Mechelen-aan-de-Maas, gelegen aan de Dokter Haubenlaan. Een oudere kerk stond aan de zuidzijde van de historische begraafplaats aan de Vaartstraat-Hemelrijkstraat. Die kerk was bouwvallig en werd rond 1850 afgebroken.

## Gebouw
Mechelen-aan-de-Maas was waarschijnlijk reeds in de 11e eeuw een zelfstandige parochie. De huidige kerk echter werd gebouwd in 1851-1854. Het is een bakstenen neoclassicistische driebeukige basiliek, ontworpen door Herman Jaminé. De voorgevel kenmerkt zich door hardstenen hoekbanden en een fronton. De voorgevels van de zijbeuken zijn voorzien van nissen, waarin zich beelden bevinden van respectievelijk Onze-Lieve-Vrouw van Smarten, en de Heilige Monulphus (of Gondulphus).
De ingebouwde westtoren heeft drie geledingen. Ze wordt gekroond door een ingesnoerde naaldspits.

## Meubilair
Het hoofdaltaar is in barokstijl, in gedeeltelijk verguld goud, uit de eerste helft van de 18e eeuw en vernieuwd in 1844. De zijaltaren zijn neoclassicistisch. Twee eikenhouten biechtstoelen in rococostijl zijn uit het midden van de 18e eeuw, en ook een eikenhouten voormalige communiebank in barokstijl, nu een altaar, dateert van eind 17e eeuw. Deze draagt de beeltenissen van een Pelikaan en van het Lam Gods. De overige meubelen, zoals preekstoel, doksaal en orgelkast, zijn van omstreeks 1855.
Het hardstenen doopvont is 16e eeuw. Daarnaast zijn in de kerk gepolychromeerd houten beelden van Monulphus en Gondulphus te zien, uit de 16e eeuw. Er is een schilderij Aanbidding der Wijzen, door Frans Walschartz (1597-1678), naar Peter Paul Rubens. Ook is er een triptiek, geïnspireerd op werk van Hendrick de Clerck, voorstellende de Aanbidding der Wijzen, de Aanbidding der Herders en de Besnijdenis van Christus. Dit is afkomstig van de Vlaamse School en dateert uit begin 17e eeuw. Verder schilderijen met als onderwerp: Jezus te gast bij Martha en Maria Magdalena (begin 17e eeuw), en diverse andere schilderijen. Het orgel is een combinatie van een instrument van Clerinx (1854) en van Geurts (1912). In 2007 werd het vernieuwde orgel weer in gebruik genomen.

## Galerij

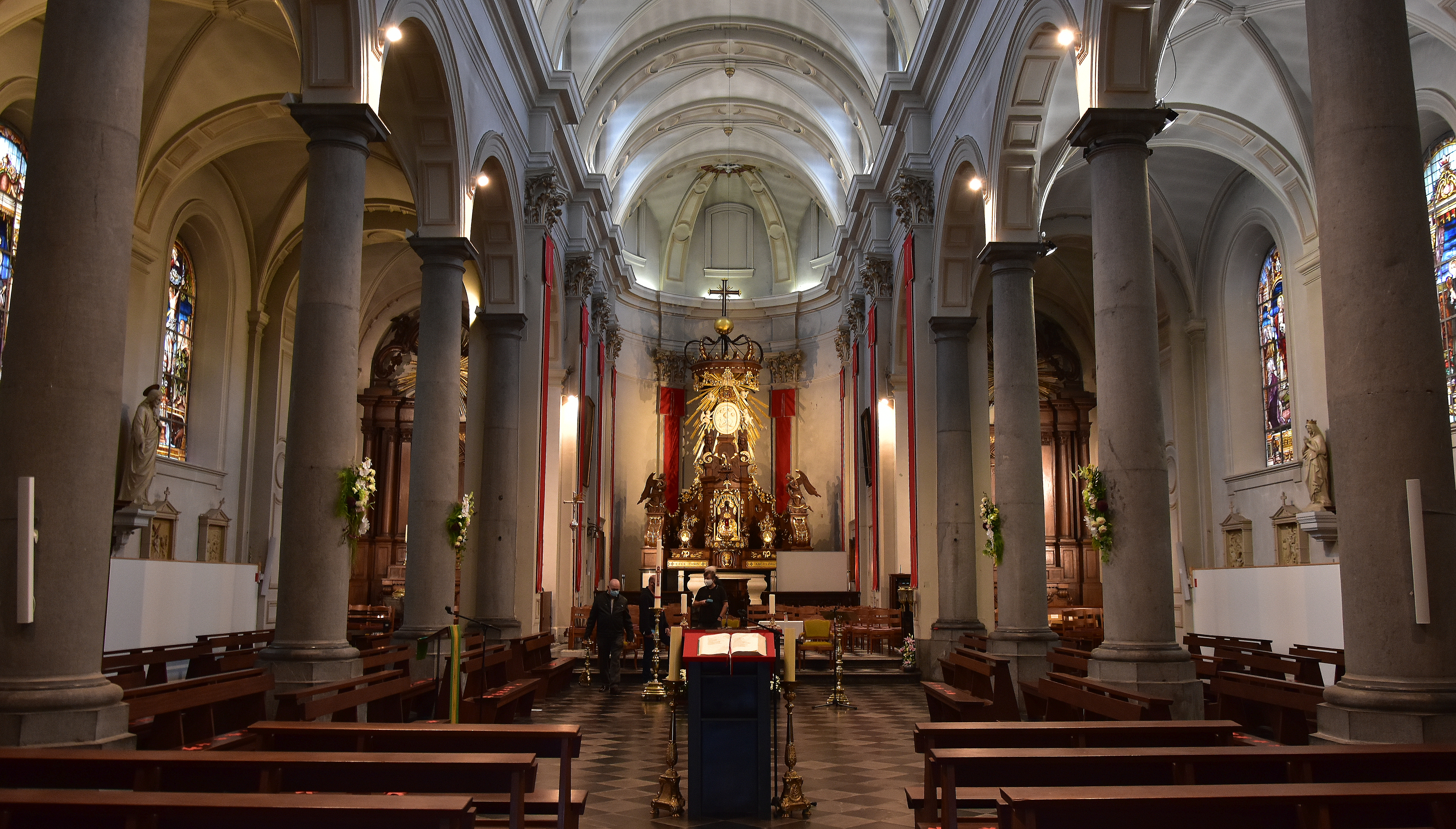
Het kerkschip
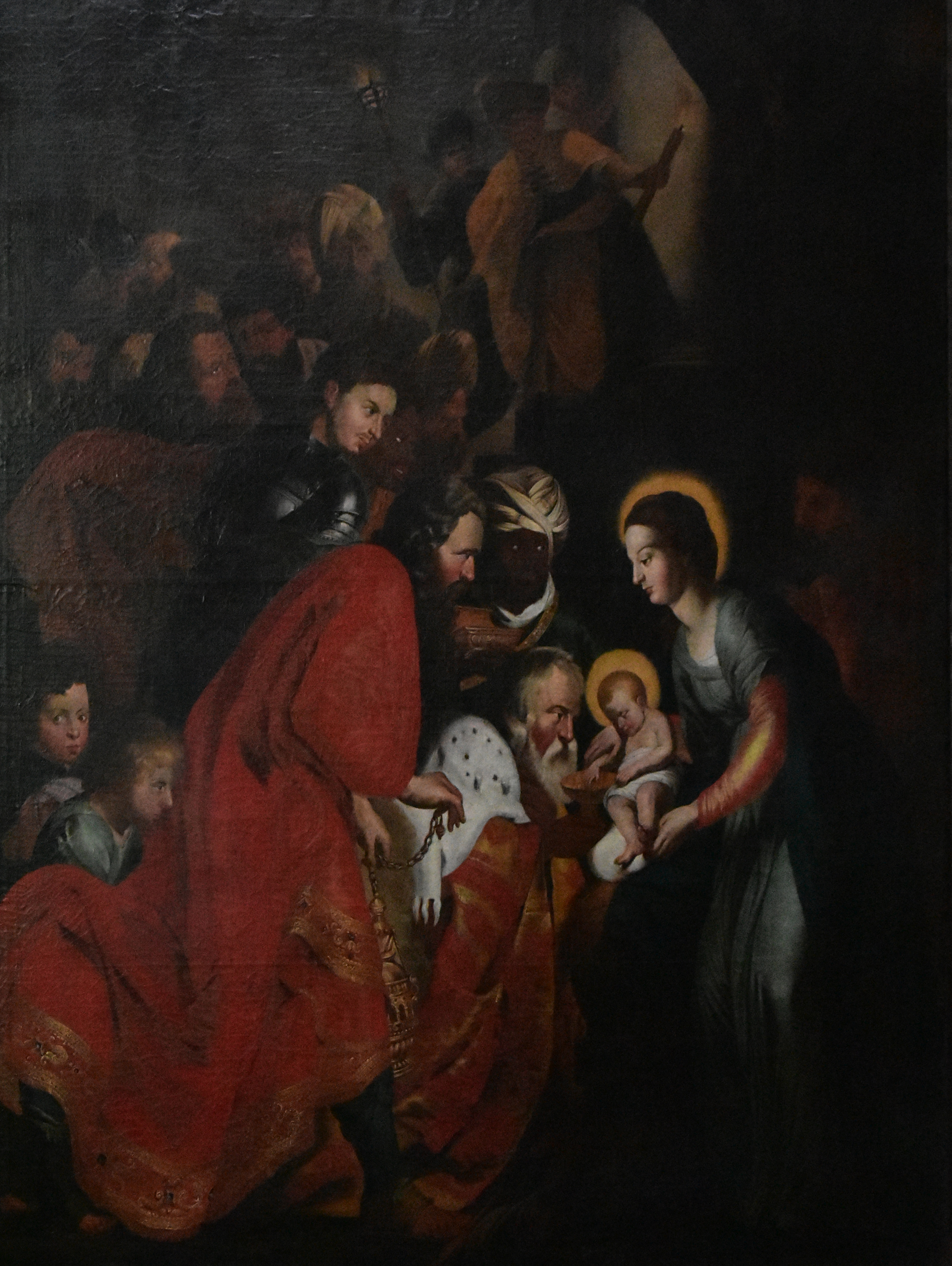
Aanbidding der Wijzen door Frans Walschartz (naar Peter Paul Rubens)
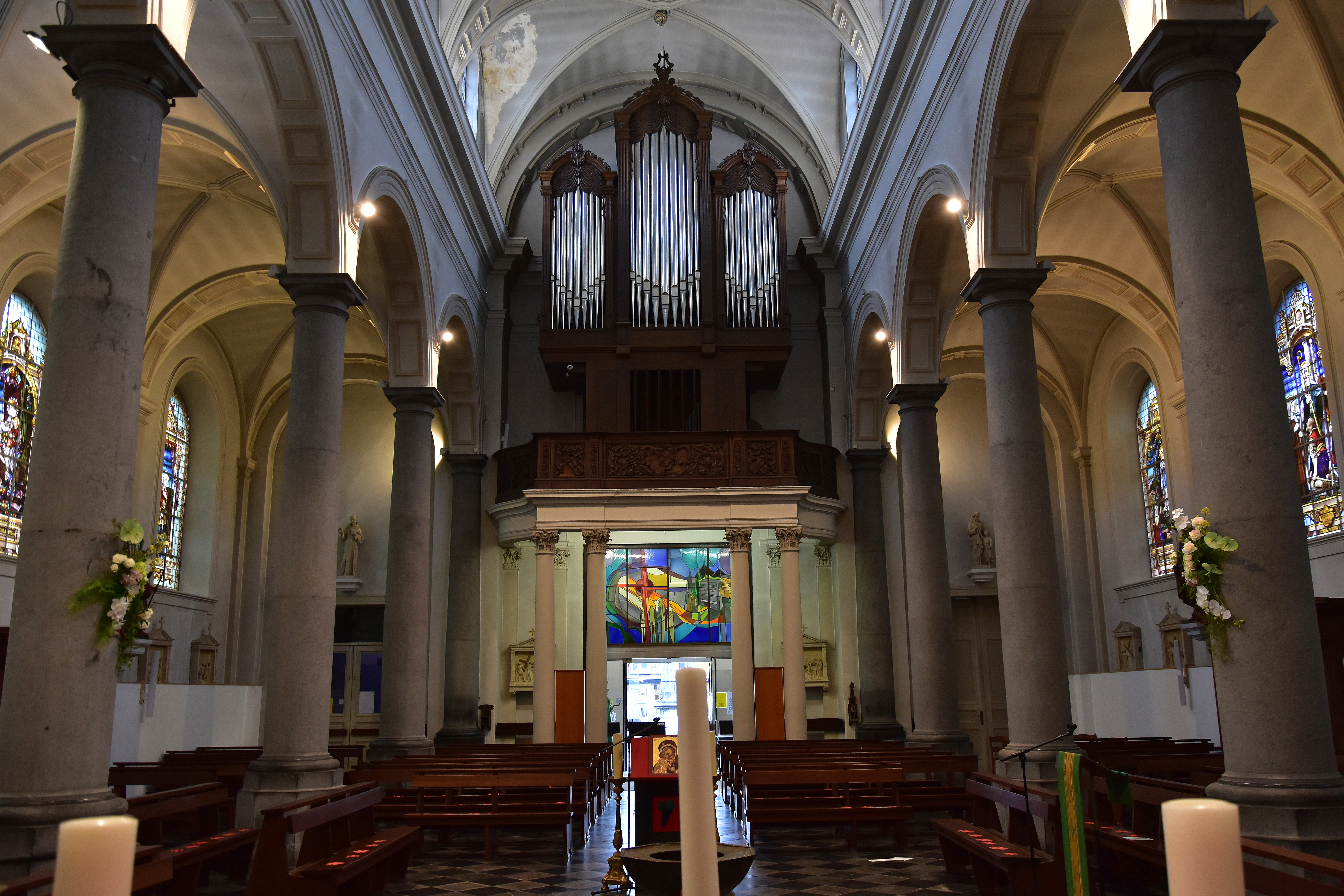
Achterzijde met kerkorgel